# Roussochória
Roussochória, en grec moderne : Ρουσσοχώρια est un village du dème de Minóa Pediáda, en Crète, en Grèce. Selon le recensement de 2011, la population de Roussochória compte 333 habitants. Il est situé à une altitude de 380 m et à environ 37 km de Héraklion.